# Línea Tokyu Ōimachi
La línea Ōimachi (大井町線 Ōimachi-sen?), operada por Tokyu, conecta la estación de Ōimachi (Shinagawa,Tokio) con la de Mizonokuchi (Kawasaki, Kanagawa). Sus siglas son OM.

## Historia
En 1927, la empresa Ferrocarriles Meguro-Kamata (hoy Tokyu) inaugura la línea Ōimachi. Esta, en las décadas posteriores, seguiría ampliándose hasta que, en 1963, fue integrada en la nueva línea Den-en-toshi. Sin embargo, este cambio resultaría ser temporal, ya que, en 1979, el tramo de la línea que conectaba la estación de Futako-tamagawa con la de Oimachi se separó de la línea Den-en-toshi y recobró su nombre anterior. En el 2009, con el objetivo de descongestionar Futako-tamagawa, se extendieron los servicios de la línea hasta Mizonokuchi.

## Material móvil

### Material empleado en la actualidad
A continuación se listan los trenes utilizados desde octubre de 2019.
- Serie 6020: solo presta el servicio exprés .
- Serie 6000: solo presta el servicio exprés.
- Serie 9000
- Serie 9020 [1]

Cabe destacar que, debido a la configuración de la estación, las puertas del vagón número 1 de estos trenes no se abren en la estación de Kuhombutsu.

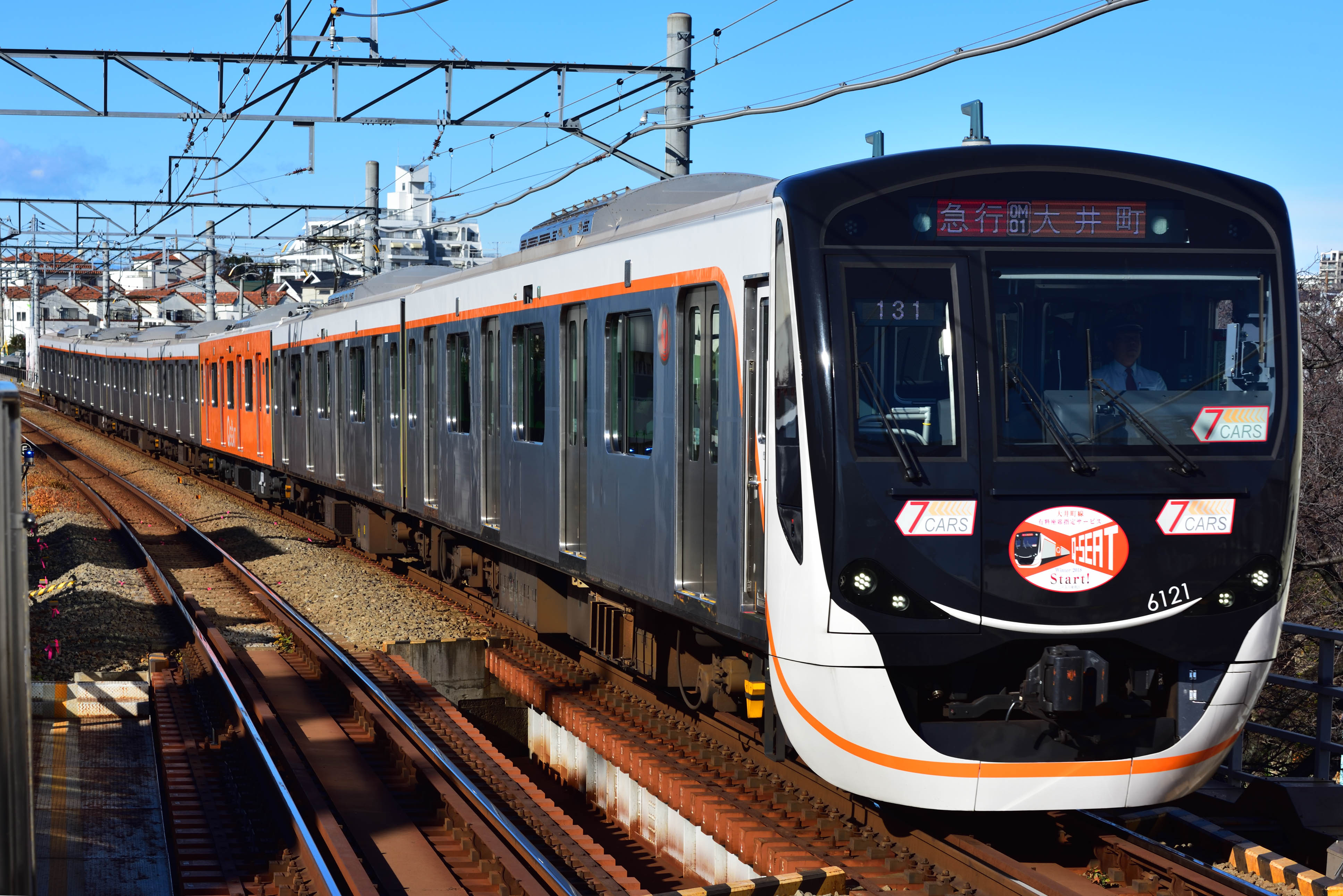
Serie 6020
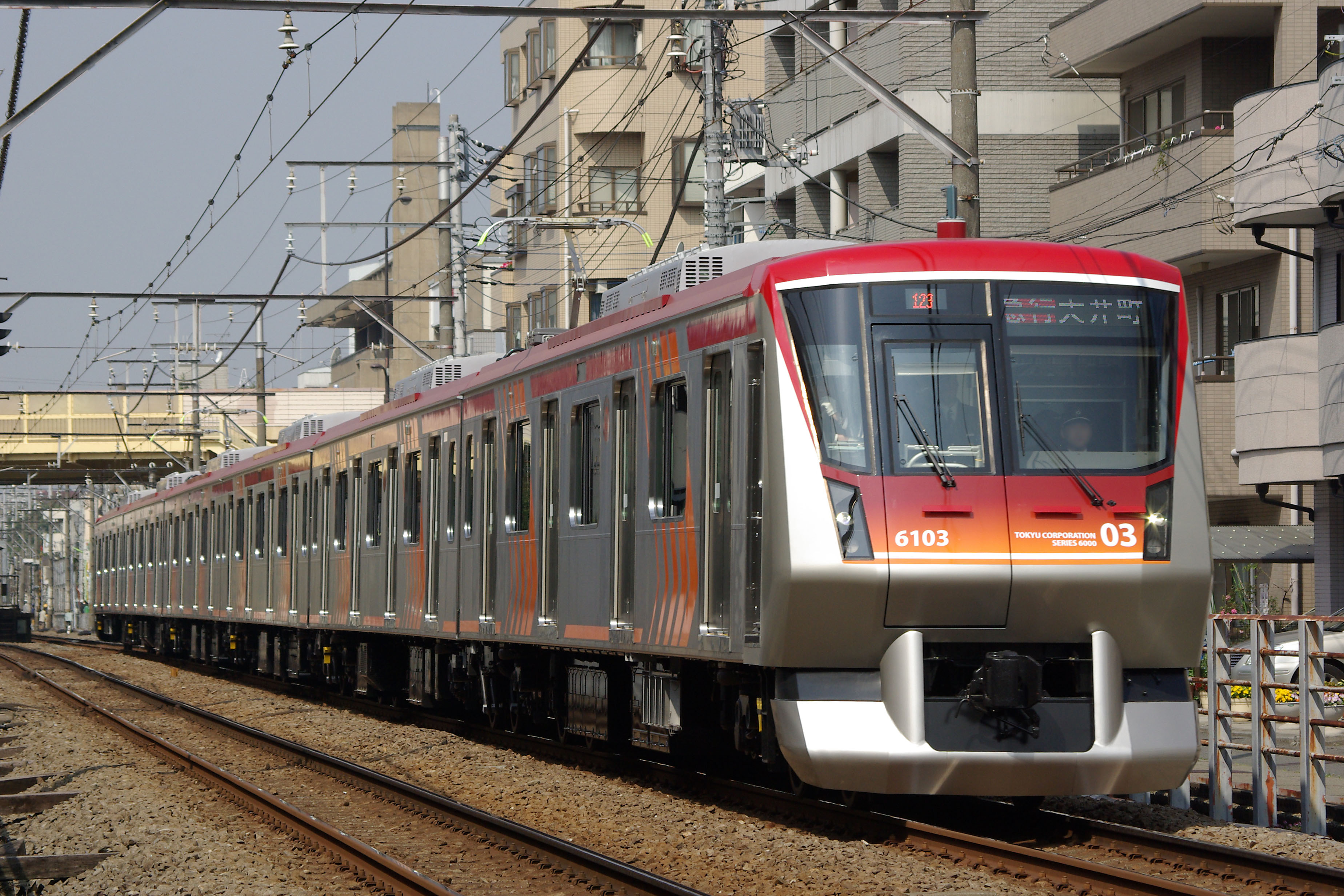
Serie 6000
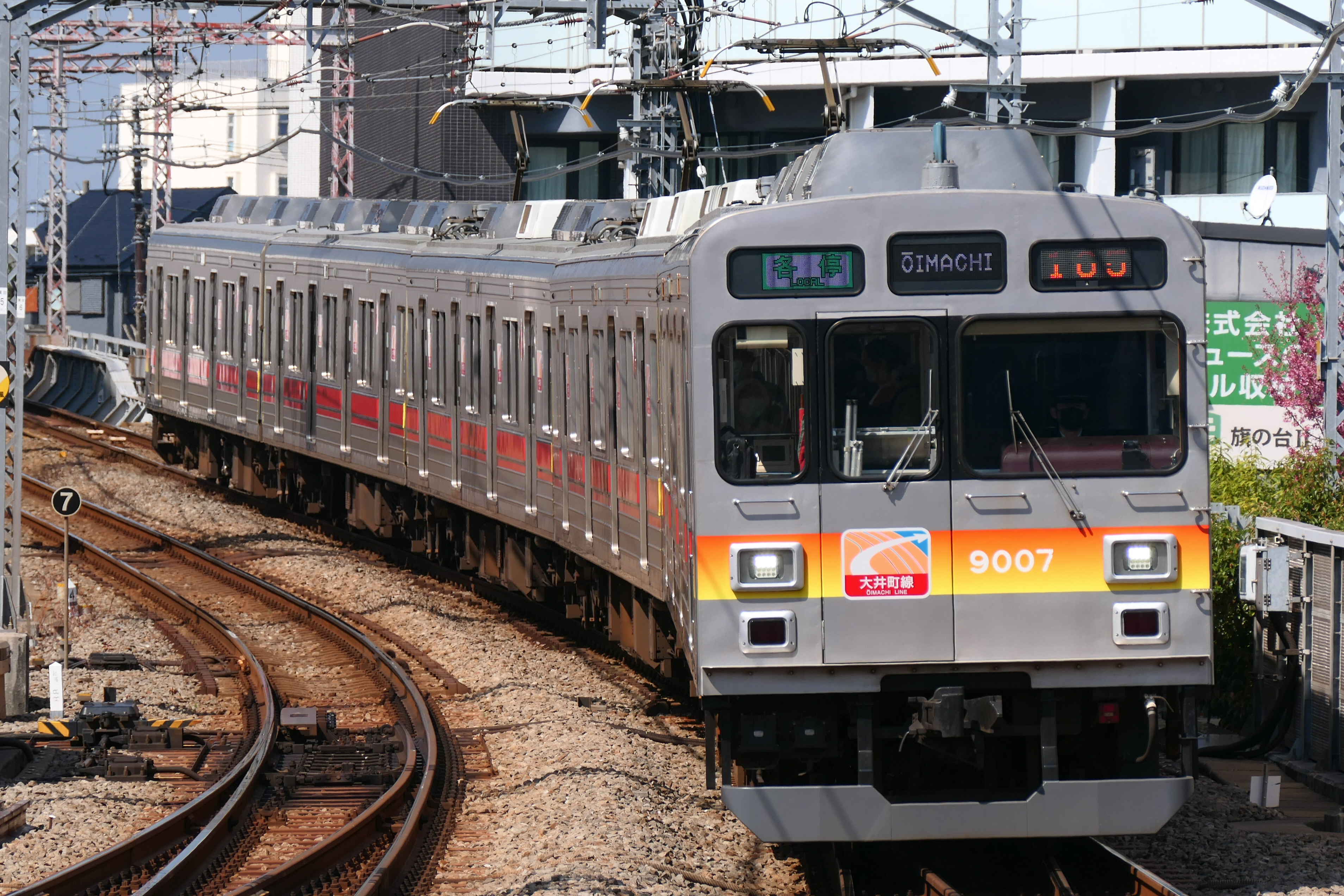
Serie 9000
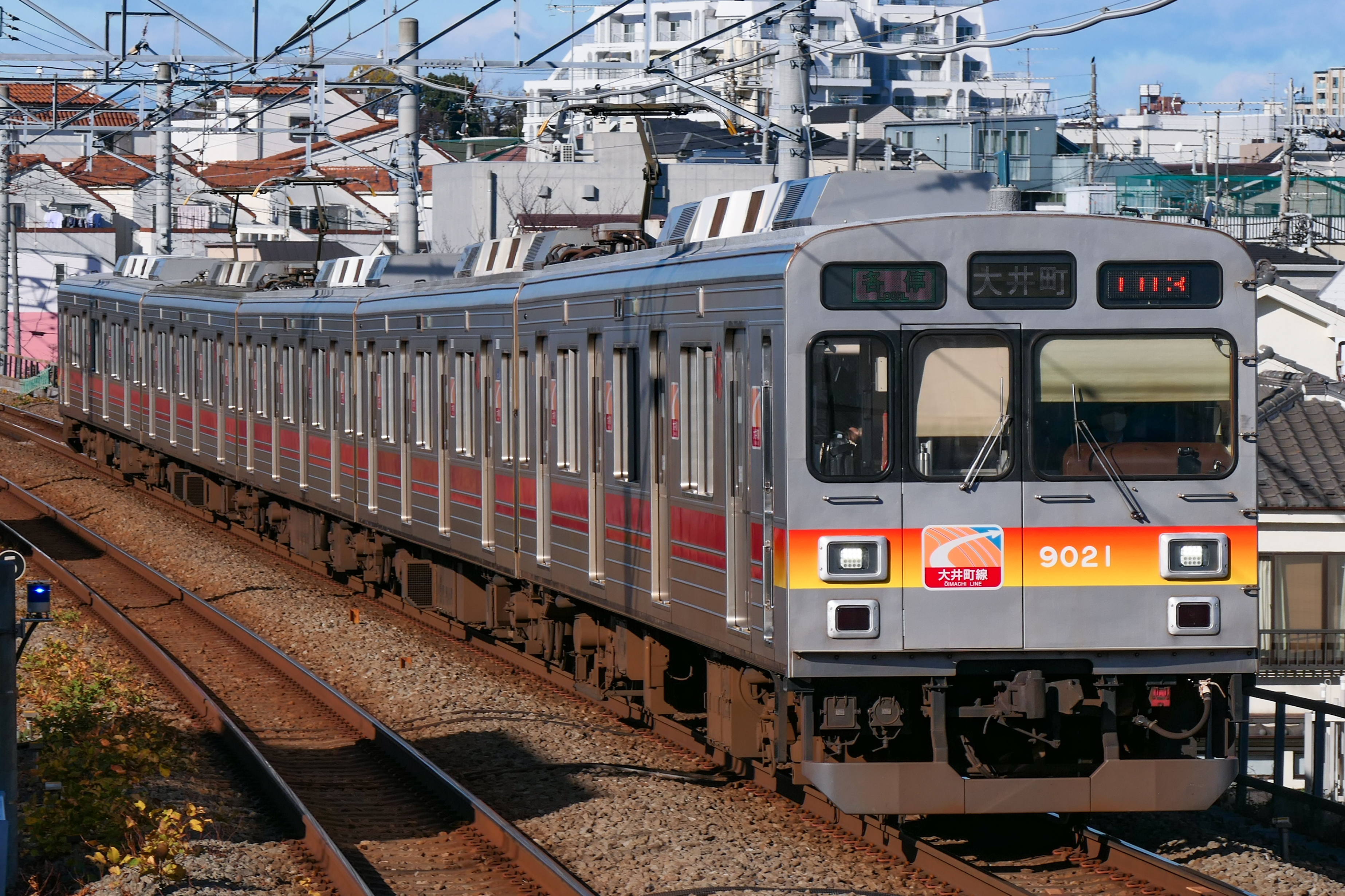
Serie 9020

### Material empleado en el pasado
- Serie 3000 (Primera generación) (hasta 1981 [2])
  - Tipo Deha 1350  [3]
  - Tipo Kuha 1550  [3]
- Serie 5000 (Primera generación) (hasta 1985 [4])
- Serie 5200
- Serie 6000 (Primera generación)
- Serie 7000 (Primera generación)
- Serie 7200
- Serie 7600
- Serie 7700
- Serie 8000  [5]
- Serie 8090
- Serie 8500
- Serie 2000 [6] Actual serie 9020 [1]

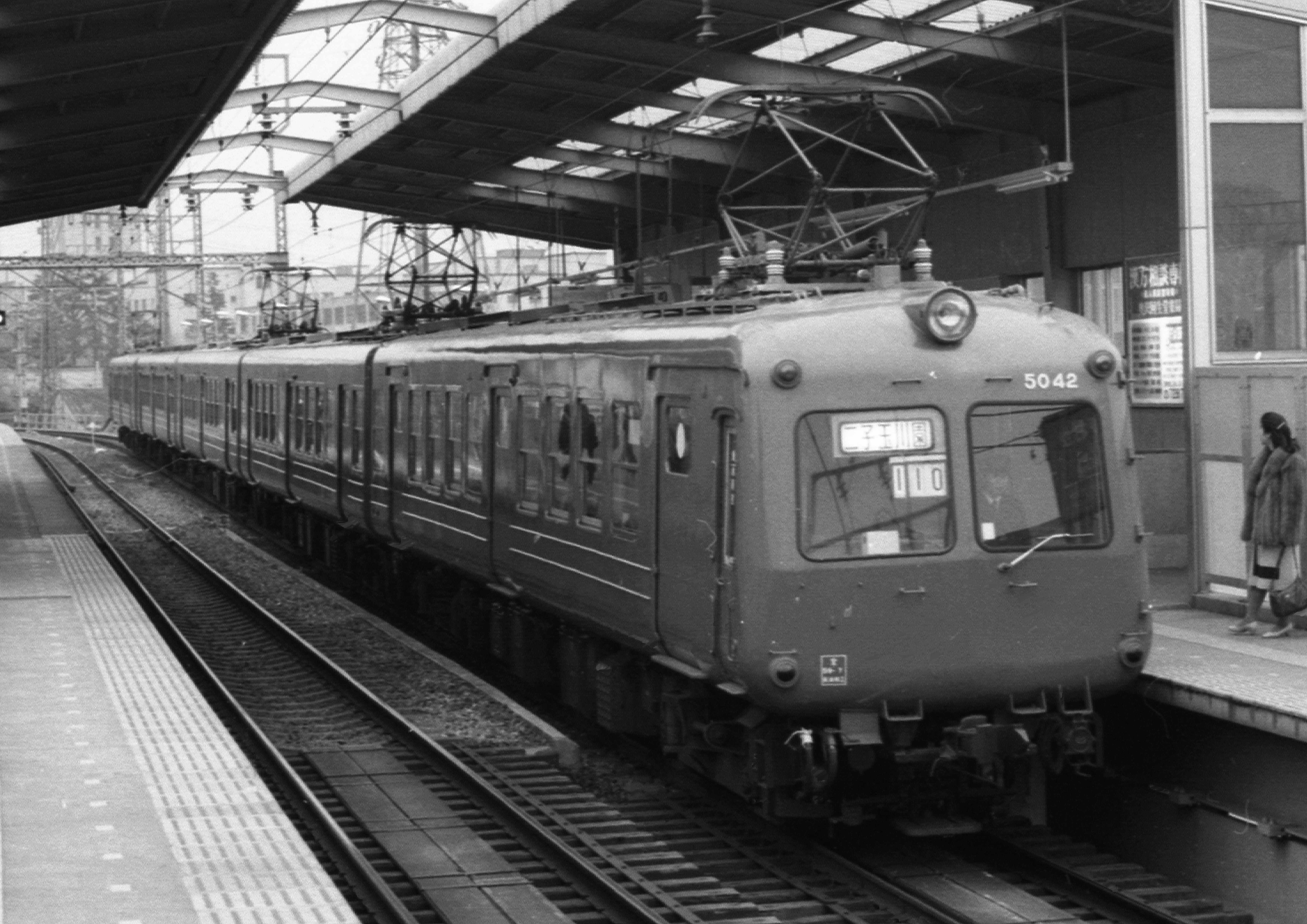
Serie 5000（1985）
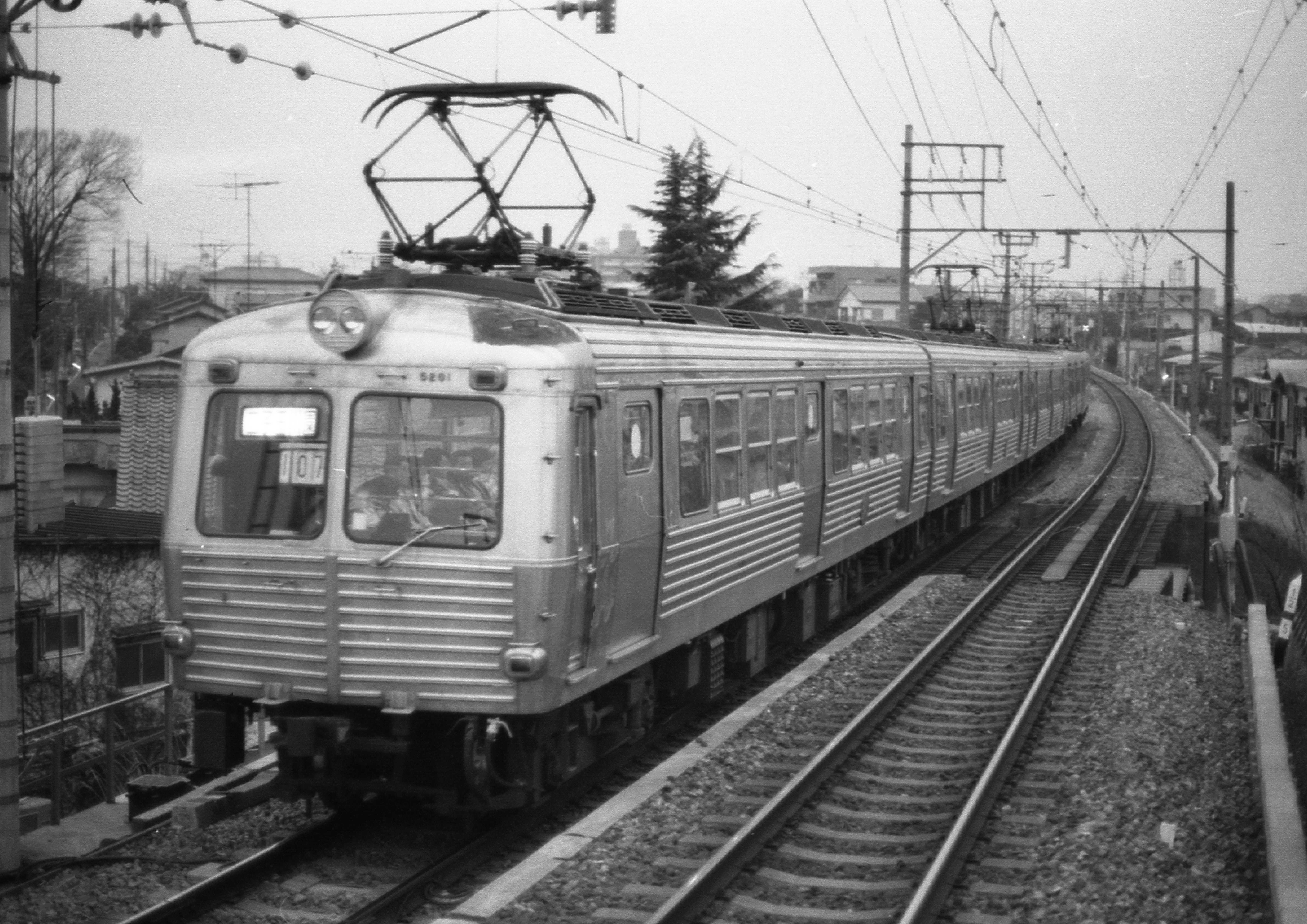
Serie 5200（1985）
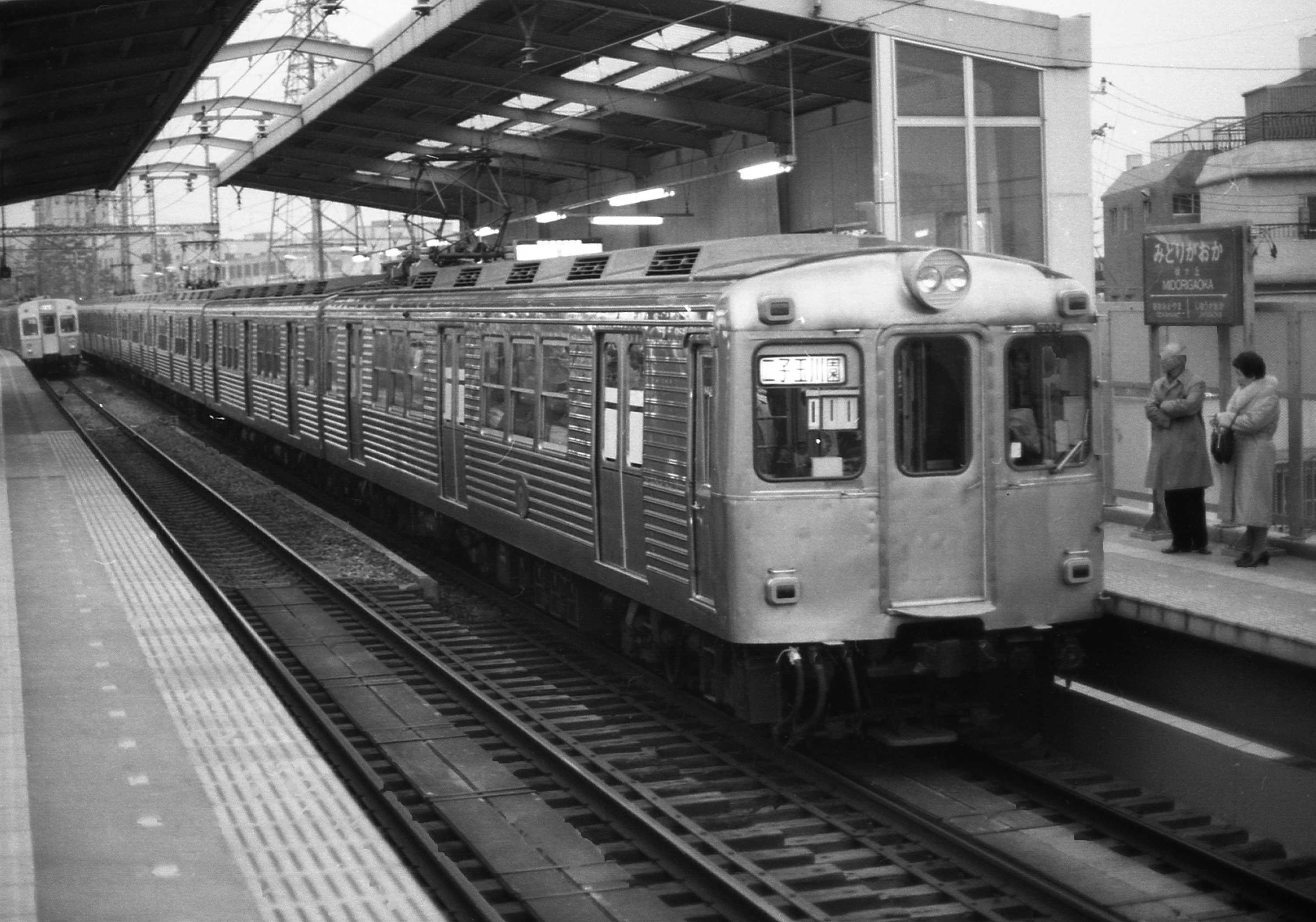
Serie 6000（1985）
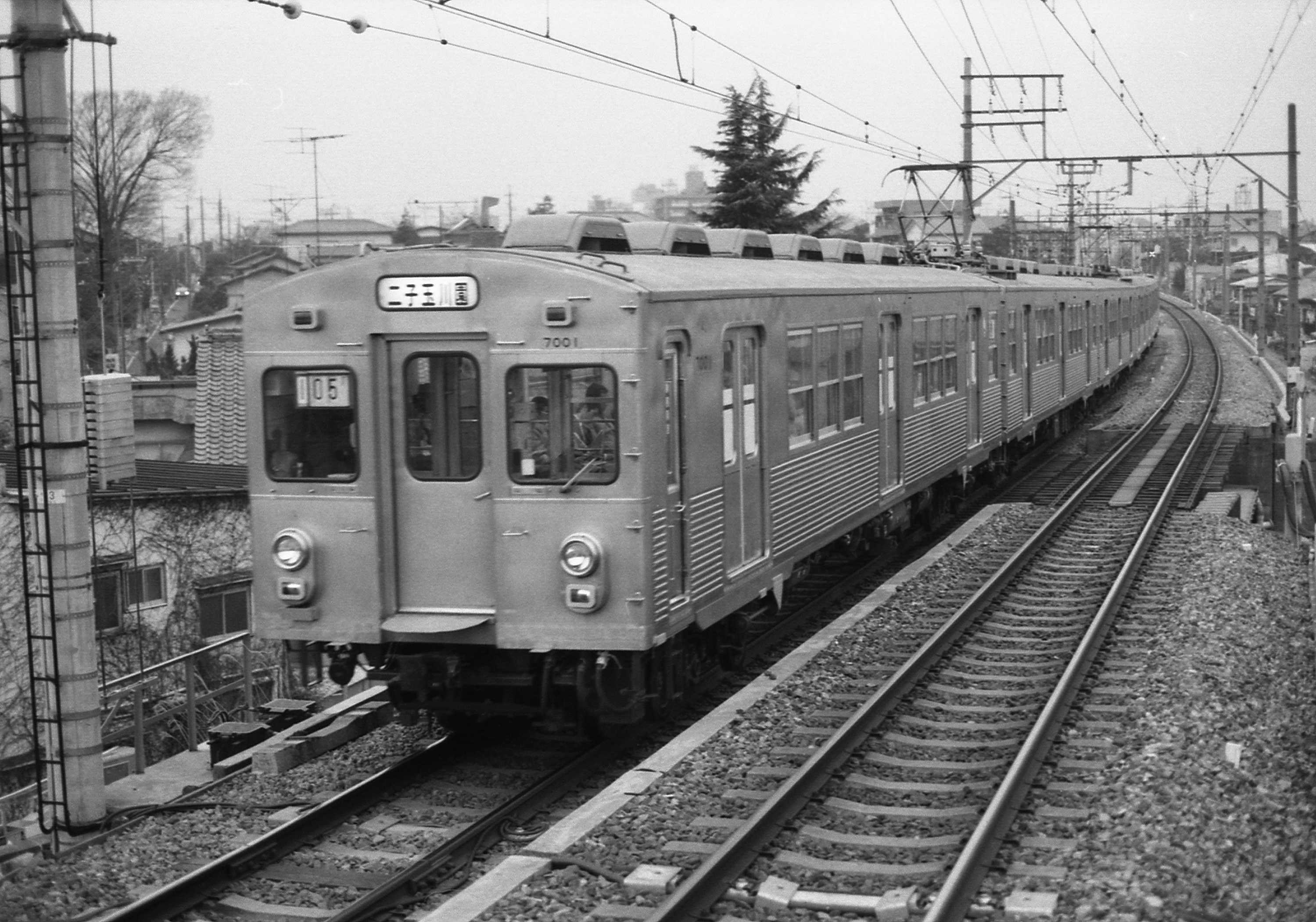
Serie 7000
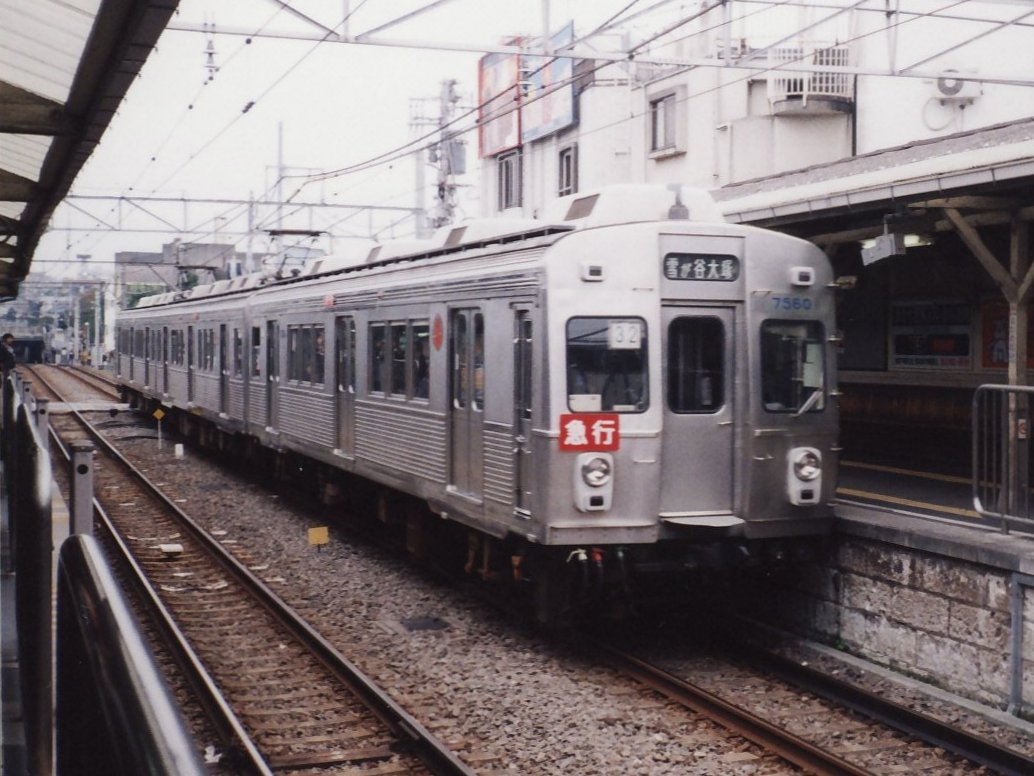
Serie 7200
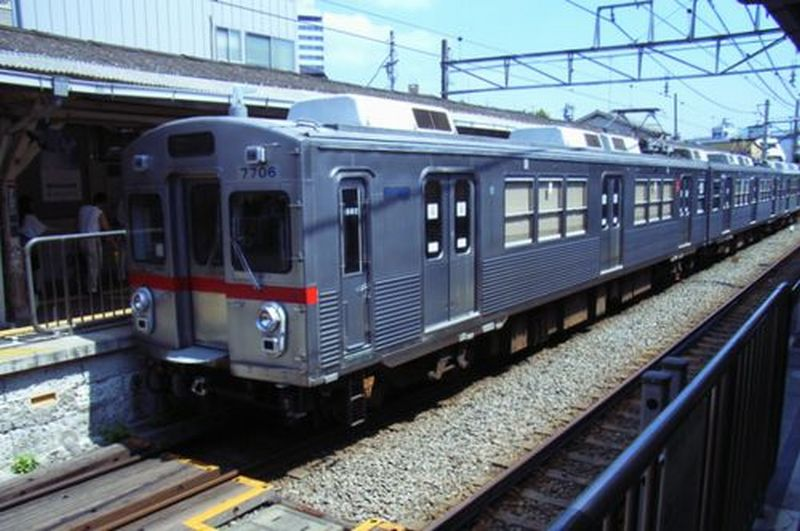
Serie 7600
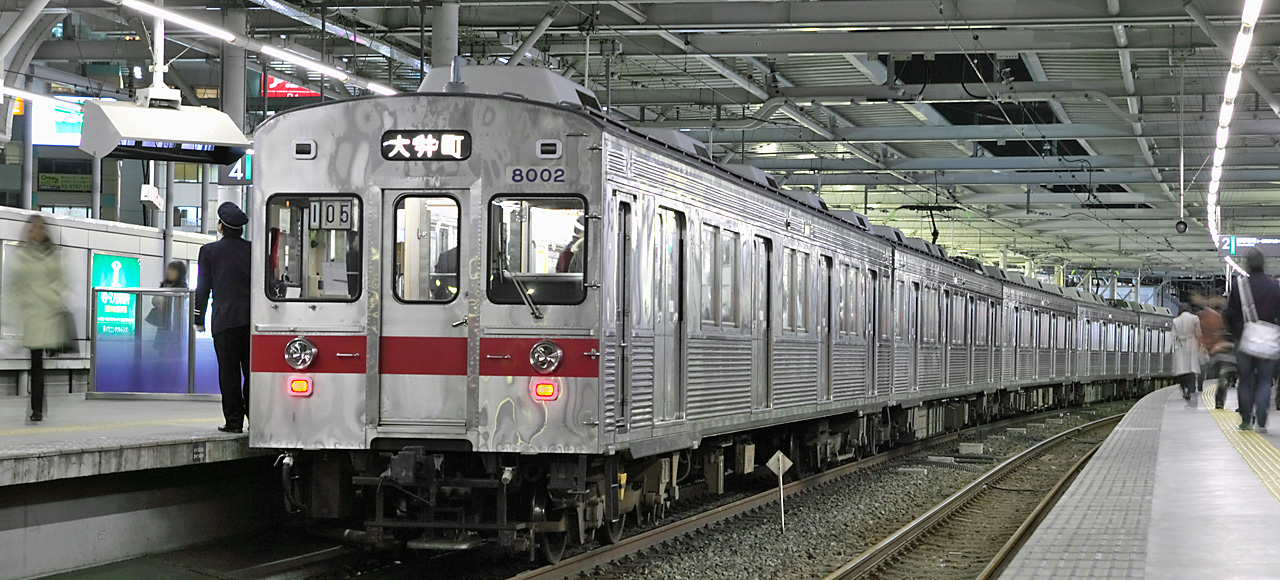
Serie 8000（2008）
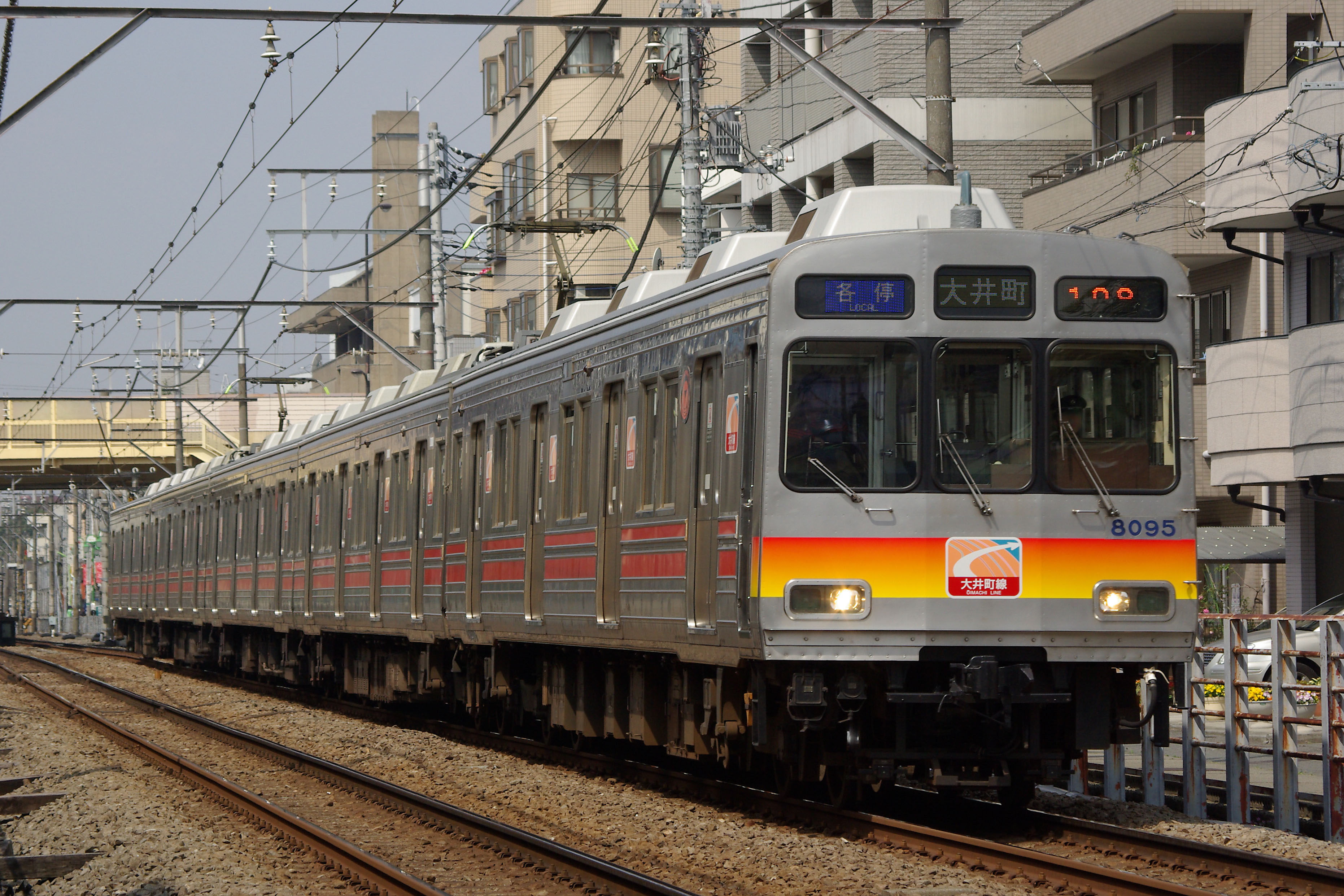
Serie 8090（2008）
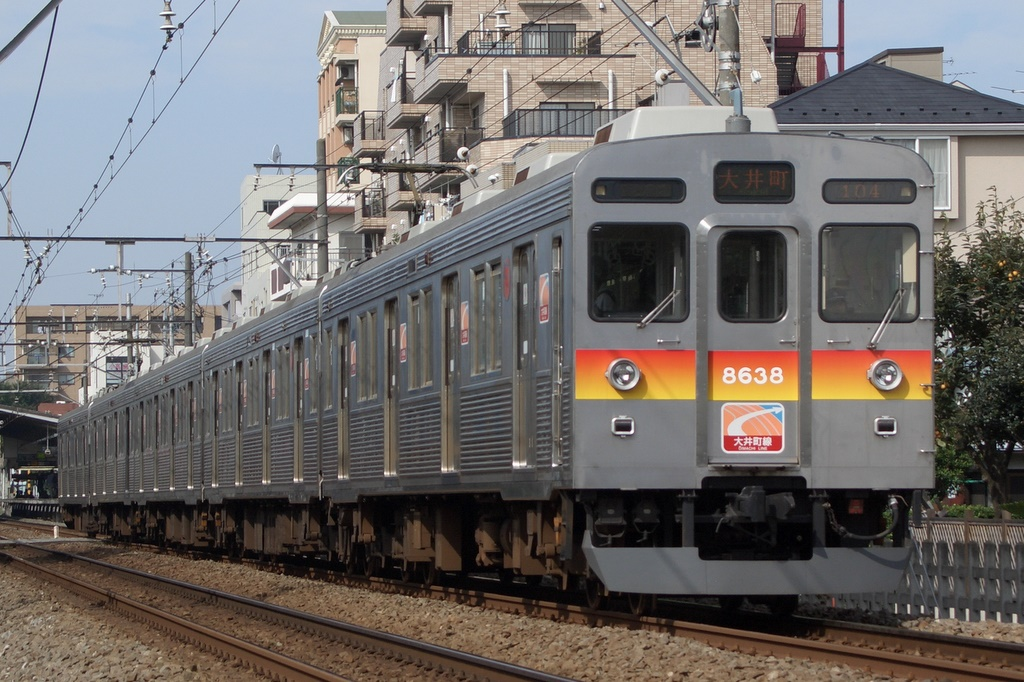
Serie 8500（2008）
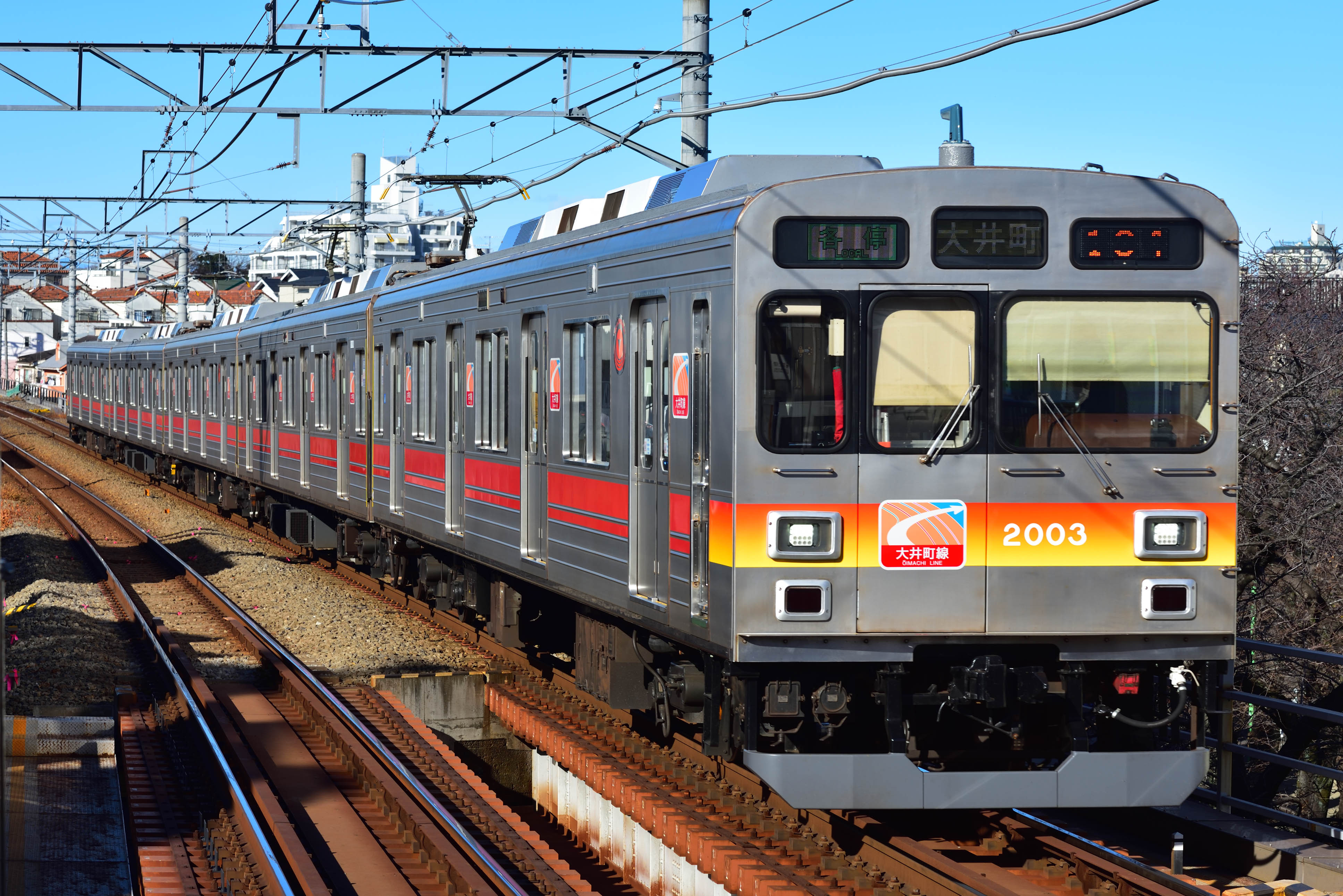
Serie 2000（2018）

## Estaciones
| Código | Estación        | Correspondencia | Lugar    | Lugar     |
| ------ | --------------- | --------------- | -------- | --------- |
| OM01   | Oimachi         | [[Archivo:]]    | Tokio    | Shinagawa |
| OM02   | Shimo-shimmei   |                 | Tokio    | Shinagawa |
| OM03   | Togoshi-kōen    |                 | Tokio    | Shinagawa |
| OM04   | Nakanobu        |                 | Tokio    | Shinagawa |
| OM05   | Ebara-machi     |                 | Tokio    | Shinagawa |
| OM06   | Hatanodai       |                 | Tokio    | Shinagawa |
| OM07   | Kita-senzoku    |                 | Tokio    | Ota       |
| OM08   | Ookayama        |                 | Tokio    | Ota       |
| OM09   | Midorigaoka     |                 | Tokio    | Meguro    |
| OM10   | Jiyugaoka       |                 | Tokio    | Meguro    |
| OM11   | Kuhombutsu      |                 | Tokio    | Setagaya  |
| OM12   | Oyamadai        |                 | Tokio    | Setagaya  |
| OM13   | Todoroki        |                 | Tokio    | Setagaya  |
| OM14   | Kaminoge        |                 | Tokio    | Setagaya  |
| OM15   | Futako-tamagawa |                 | Tokio    | Setagaya  |
| (DT08) | Futako-shinchi  |                 | Kanagawa | Kawasaki  |
| (DT09) | Takatsu         |                 | Kanagawa | Kawasaki  |
| OM16   | Mizonokuchi     |                 | Kanagawa | Kawasaki  |